# Macropsis aurifera
Macropsis aurifera är en insektsart som beskrevs av Breakey 1932. Macropsis aurifera ingår i släktet Macropsis och familjen dvärgstritar. Inga underarter finns listade i Catalogue of Life.